# NHL ve Švédsku
Několik zápasů základní části kanadsko-americké hokejové National Hockey League se odehrálo i ve Švédsku v rámci NHL Premiere (2008–2011) nebo NHL Global Series (od roku 2017). Utkání proběhla většinou ve Stockholmu v Globe Aréně, jedno utkání v Göteborgu v hale Scandinavium.
| Poř. | Datum      | Zápas                                   | Výsledek | Diváci, Češi v utkání                                            | Stadión                          |
| ---- | ---------- | --------------------------------------- | -------- | ---------------------------------------------------------------- | -------------------------------- |
| 1.   | 04.10.2008 | Pittsburgh Penguins – Ottawa Senators   | 4:3 (PP) | 13 699 diváků, za OTT Filip Kuba (0+2)                           | Globe Arena, Stockholm           |
| 2.   | 05.10.2008 | Ottawa Senators – Pittsburgh Penguins   | 3:1      | 13 699 diváků, za OTT Filip Kuba (0+2)                           | Globe Arena, Stockholm           |
| 3.   | 02.10.2009 | Detroit Red Wings – St. Louis Blues     | 3:4      | 13 850 diváků, za STL Roman Polák                                | Globe Arena, Stockholm           |
| 4.   | 03.10.2009 | St. Louis Blues – Detroit Red Wings     | 5:3      | 13 850 diváků, za STL Roman Polák                                | Globe Arena, Stockholm           |
| 5.   | 08.10.2010 | San Jose Sharks – Columbus Blue Jackets | 3:2      | 11 324 diváků, za CBS Jakub Voráček, Jan Hejda, Rostislav Klesla | Ericsson Globe, Stockholm        |
| 6.   | 09.10.2010 | Columbus Blue Jackets – San Jose Sharks | 3:2 (PP) | 9 537 diváků, za CBS Jakub Voráček, Jan Hejda, Rostislav Klesla  | Ericsson Globe, Stockholm        |
| 7.   | 07.10.2011 | New York Rangers – Los Angeles Kings    | 2:3 (PP) | 13 800 diváků                                                    | Ericsson Globe, Stockholm        |
| 8.   | 08.10.2011 | New York Rangers – Anaheim Ducks        | 1:2 (PN) | 13 800 diváků                                                    | Ericsson Globe, Stockholm        |
| 9.   | 10.11.2017 | Ottawa Senators – Colorado Avalanche    | 4:3 (PP) | 13 396 diváků                                                    | Ericsson Globe, Stockholm        |
| 10.  | 11.11.2017 | Colorado Avalanche – Ottawa Senators    | 3:4      | 13 396 diváků                                                    | Ericsson Globe, Stockholm        |
| 11.  | 06.10.2018 | Edmonton Oilers – New Jersey Devils     | 2:5      | 12 044 diváků, za NJD Pavel Zacha                                | Scandinavium, Göteborg           |
| 12.  | 08.11.2019 | Tampa Bay Lightning – Buffalo Sabres    | 3:2      | 13 230 diváků, za TAM Ondřej Palát, za BUF Vladimír Sobotka      | Ericsson Globe, Stockholm        |
| 13.  | 09.11.2019 | Buffalo Sabres – Tampa Bay Lightning    | 3:5      | 13 339 diváků, za TAM Jan Rutta, Ondřej Palát                    | Ericsson Globe, Stockholm        |
| 14.  | 16.11.2023 | Ottawa Senators – Detroit Red Wings     | 5:4 (PP) | 12 487 diváků, za OTT Dominik Kubalík                            | Avicii Arena (Globen), Stockholm |
| 15.  | 17.11.2023 | Detroit Red Wings – Toronto Maple Leafs | 2:3      | 13 510 diváků, za TOR David Kämpf                                | Avicii Arena (Globen), Stockholm |
| 16.  | 18.11.2023 | Ottawa Senators – Minnesota Wild        | 2:1 (PN) | 13 213 diváků, za OTT Dominik Kubalík                            | Avicii Arena (Globen), Stockholm |
| 17.  | 19.11.2023 | Minnesota Wild – Toronto Maple Leafs    | 3:4 (PP) | 13 356 diváků, za TOR David Kämpf                                | Avicii Arena (Globen), Stockholm |